# 尾头鳞盖蕨
尾头鳞盖蕨（学名：Microlepia caudifolia）为姬蕨科鳞盖蕨属下的一个种。

## 扩展阅读
- 維基物種上的相關：尾头鳞盖蕨